# Rundfunkjahr 2025
Liste der Rundfunkjahre

◄◄ | ◄ | 2021 | 2022 | 2023 | 2024 | Rundfunkjahr 2025

Weitere Ereignisse

## Allgemein
- 01. Januar: Das Neujahrskonzert der Wiener Philharmoniker wird zum 67. Mal vom ORF übertragen.

## Hörfunk
- 01. Januar: In der Schweiz ist terrestrischer Radioempfang der SRG-Sender nur noch über DAB+ möglich
- 20. Januar: Die ORS teilt kurzfristig mit, dass der Sender Moosbrunn gesprengt werden soll, die Sprengung erfolgte am 28. Januar.

## Fernsehen

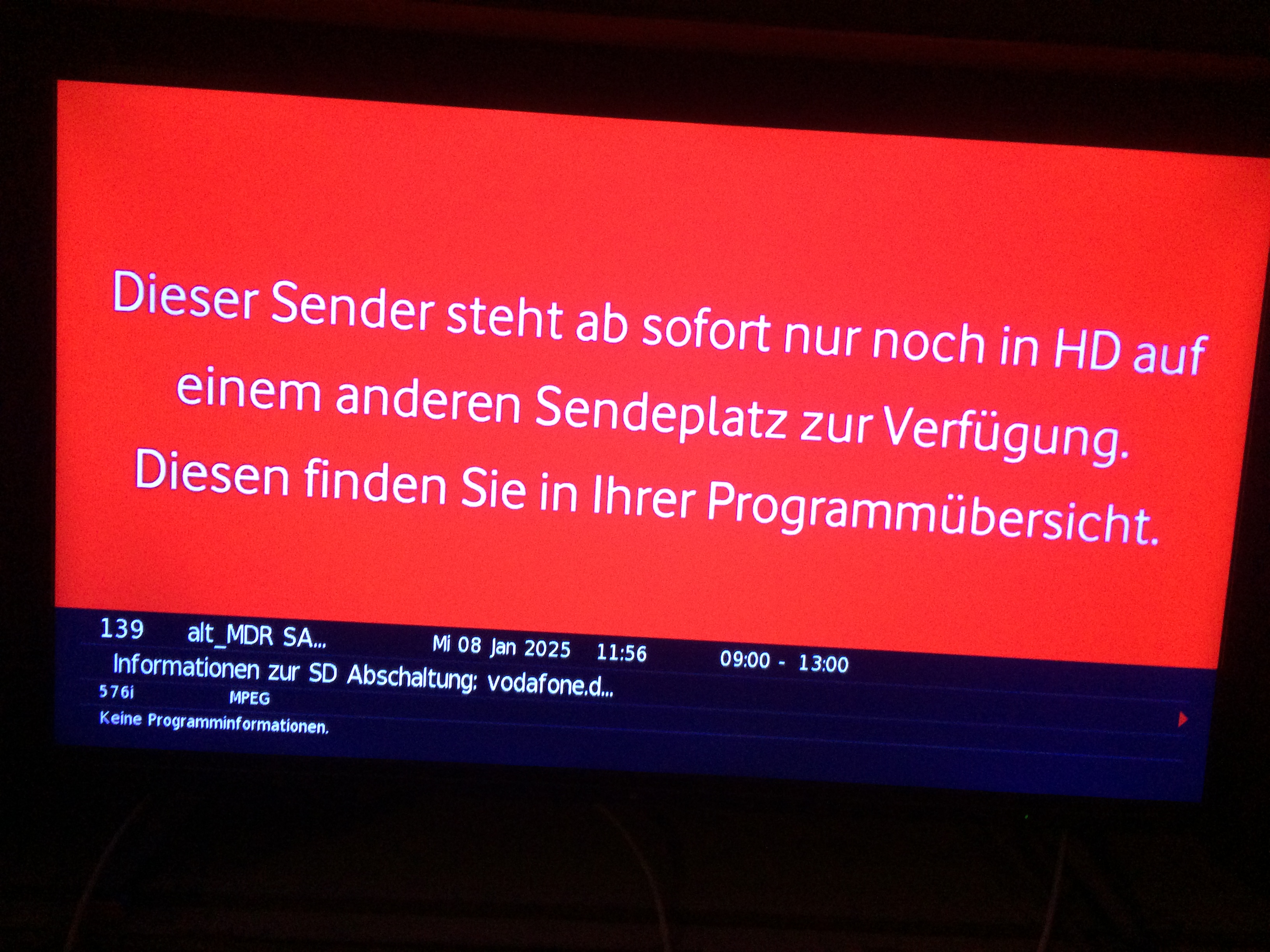
Bildschirmfoto vom 8. Januar: Dieser Sender steht ab sofort nur noch in HD auf einem anderen Sendeplatz zur Verfügung. Diesen finden Sie in Ihrer Programmübersicht. Sender: alt_MDR Fernsehen

- 07. Januar: Die ARD (Das Erste sowie alle dritten Programme) schaltet die Standard-Übertragung (SD) über Satellit ab. Die Ausstrahlung erfolgt nur noch per HD.[1][2]
- 18. November: Das Zweite Deutsche Fernsehen plant die Beendigung der Standard-Übertragung der Programme ZDF, ZDFneo, 3sat und KiKA per Satellit.[3]

## Gestorben
- vor oder am 28. Januar: Horst Janson (89), deutscher Schauspieler
- 29. Januar: Max Schautzer (84), österreichischer Moderator
- 23. März: Brigitte Peters (76), deutsche Schauspielerin und Hörspielsprecherin
- April: Peter Rapp (81), österreichischer Fernsehmoderator
- 27. April: Urte Blankenstein (81), deutsche Schauspielerin
- 8. Juni: Carlo von Tiedemann (81), deutscher Rundfunkredakteur sowie Hörfunk- und Fernsehmoderator
- 6. Juli: Frank Laufenberg (80), deutscher Hörfunk- und Fernsehmoderator, Musikjournalist und Autor